# Haverstraat (Utrecht)
De Haverstraat is een straat in het centrum van de Nederlandse stad Utrecht. De Haverstraat loopt van de Oudegracht naar de Springweg. Zijstraat van de Haverstraat is de Jacobsgasthuissteeg. In de Haverstraat geldt eenrichtingsverkeer waardoor de straat uitsluitend via de Springweg toegankelijk is voor auto's. De Haverstraat is ongeveer 120 meter lang.

## Geschiedenis
De Haverstraat is een vrij oude straat in de binnenstad van Utrecht met nog veel oude ornamenten aan de huizen. In deze straat waren vroeger tal van winkels gevestigd, thans zitten er nog maar enkele. Ook bevond zich hier ooit een garagebedrijf.
De straat heette in de middeleeuwen Gortsteeg (1338). In 1644 werd de straat aan de zuidzijde verbreed, waarvoor een huis aan de Oudegracht afgebroken moest worden. Rond deze tijd werd ze hernoemd tot Haverstraat. En hoewel de herkomst van beide namen niet met zekerheid kan worden vastgesteld, doet het oude Utrechtse gezegde "dat is goud uit de Gortsteeg" (is: dat is nep) vermoeden dat in deze steeg de quincailleurs (makers van vergulde snuisterijen) hun bedrijf uitoefenden. Deze snuisterijen werden vaak aan de gordel gedragen; de volledige naam van de Gortsteeg was Gordelsteeg. Met de verbreding zijn veel oude huizen (krotten) weggebroken en werden de nieuwe luxere huizen ingenomen door handelaren van de korenmarkt, wat de naamsverandering naar Haverstraat zou kunnen verklaren.

## Trivia
- Op de hoek Haverstraat en de Oudegracht 201 bevond zich ooit de winkel van Piet de Gruyter.[6]
- Springhaver is een bioscoop op de Springweg, dit is een samenstelling van Springweg en Haverstraat.
- De gemeente Utrecht is sinds 6 maart 2013 bezig met een onderzoek naar de mogelijkheid van een snellere en efficiëntere fietsroute naar De Uithof, de zogenaamde “Herenroute". Deze verbindt Utrecht Centraal met de Nachtegaalstraat en loopt dan via de Herenstraat, Hamburgerstraat en Haverstraat.[7]

## Fotogalerij

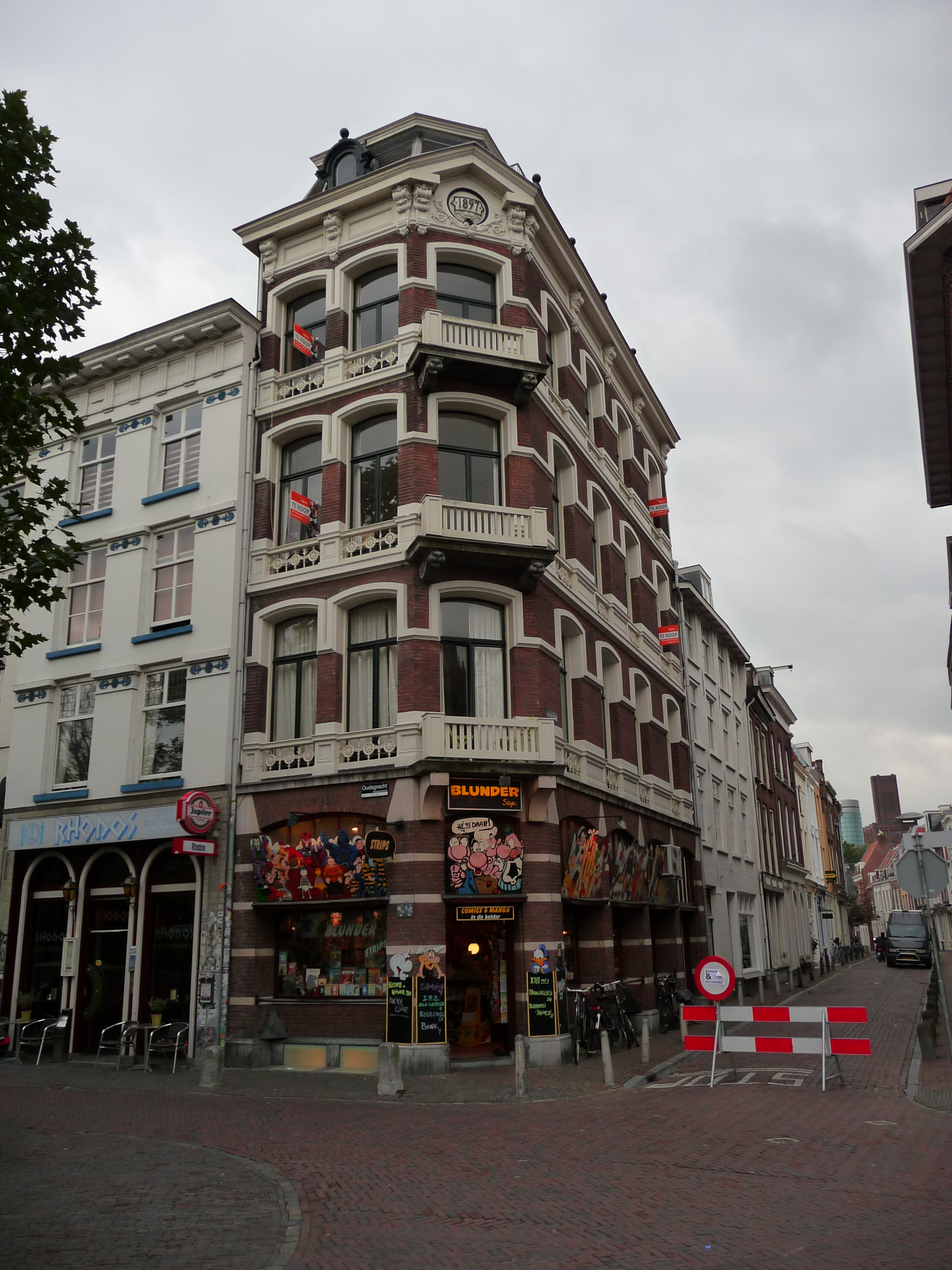
Stripwinkel Blunder op de hoek Oudegracht 203 en de Haverstraat (rijksmonument)
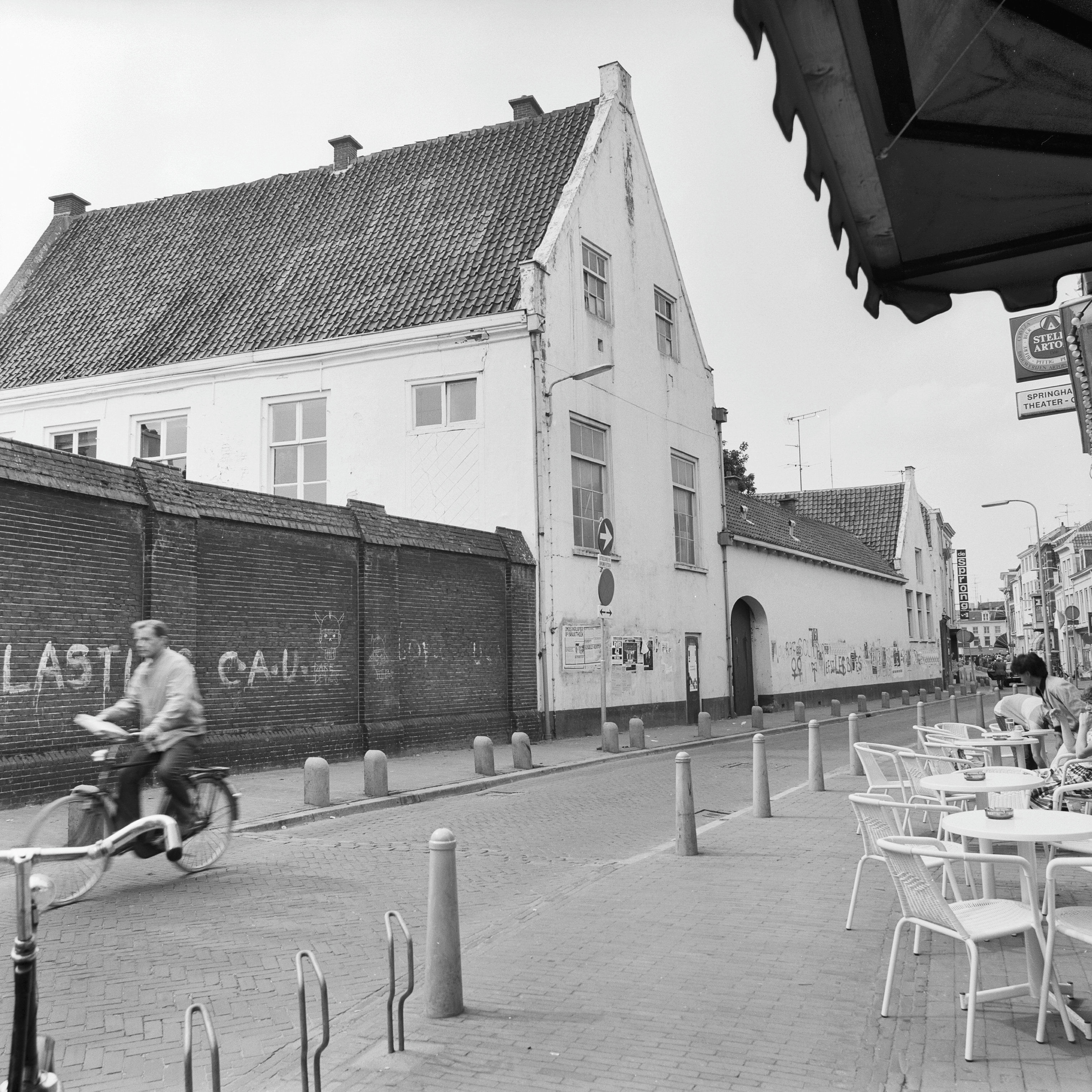
Springweg ter hoogte van de Haverstraat
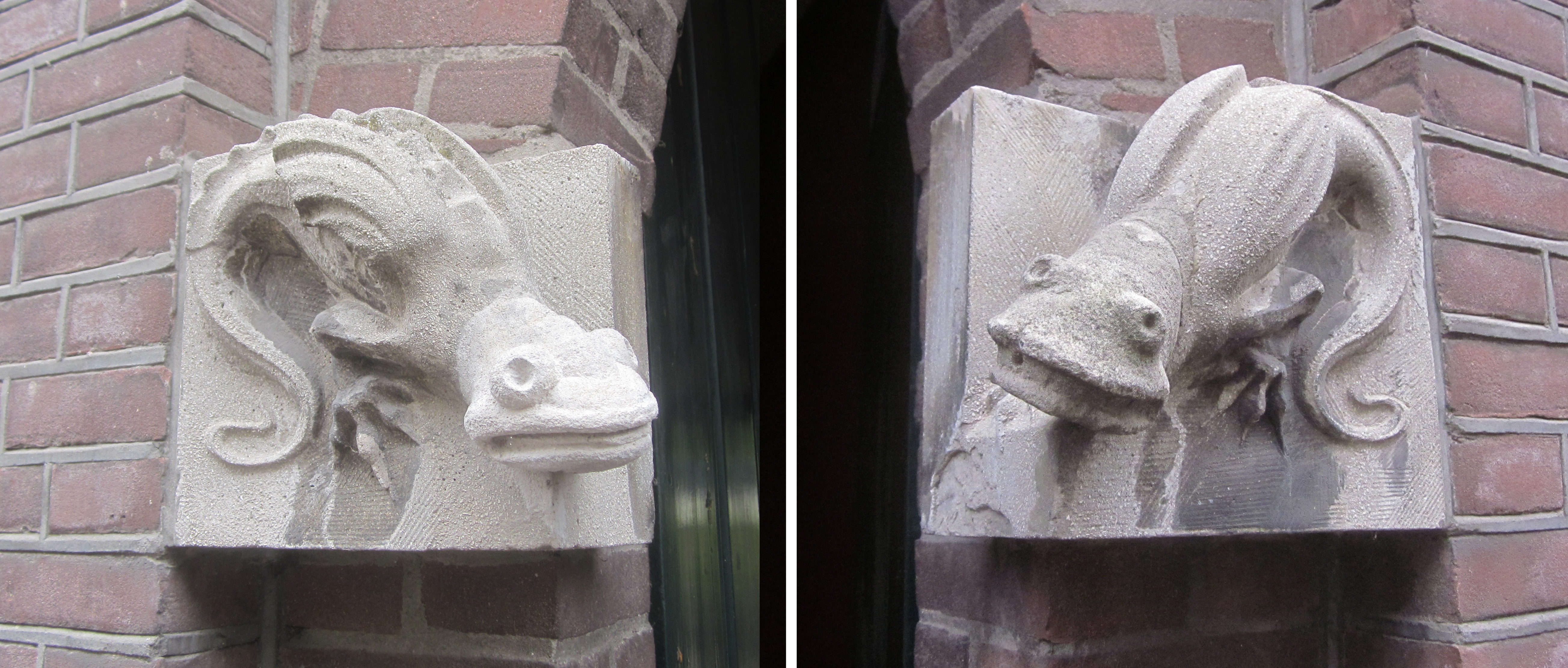
Ornamenten aan het huis Haverstraat 22, hier bevindt zich de toegangspoort tot de Jacobsgasthuissteeg

3e Buurkerksteeg ·
A.B.C.-straat ·
Abraham Dolesteeg ·
Achter de Dom ·
Achter St.-Pieter ·
Agnietenstraat ·
Ambachtstraat ·
Annastraat ·
Bakkerstraat ·
Breedstraat ·
Boothstraat ·
Boterstraat ·
Brigittenstraat ·
Bijlhouwerstraat ·
Catharijnekade ·
Catharijnesingel ·
Choorstraat ·
Croeselaan ·
Domplein ·
Domstraat ·
Donkere Gaard ·
Donkerstraat ·
Dorstige Hartsteeg ·
Drakenburgstraat ·
Drieharingstraat ·
Drift ·
Eligenstraat ·
Ganzenmarkt ·
Geertekerkhof ·
Hamburgerstraat ·
Hamsteeg ·
Hanengeschrei ·
Hardebollenstraat ·
Haverstraat ·
Hekelsteeg ·
Herenstraat ·
Hoogt ·
Jaarbeursplein ·
Jacobsgasthuissteeg ·
Jacobijnenstraat ·
Jansdam ·
Janskerkhof ·
Jansveld ·
Jodenrijtje ·
Keistraat ·
Keizerstraat ·
Kintgenshaven ·
Kleine Slachtstraat ·
Korte Jansstraat ·
Korte Lauwerstraat ·
Korte Minrebroederstraat ·
Korte Nieuwstraat ·
Korte Smeestraat ·
Kromme Nieuwegracht ·
Lange Elisabethstraat ·
Lange Jansstraat ·
Lange Jufferstraat ·
Lange Lauwerstraat ·
Lange Nieuwstraat ·
Lange Smeestraat ·
Lange Viestraat ·
Lauwersteeg ·
Leidseveer ·
Lichte Gaard ·
Loeff Berchmakerstraat ·
Lucasbolwerk ·
Lijnmarkt ·
Mariahoek ·
Mariaplaats ·
Massegast ·
Minrebroederstraat ·
Moreelsepark ·
Muntstraat ·
Neude ·
Nicolaas Beetsstraat ·
Nieuwegracht ·
Nobeldwarsstraat ·
Nobelstraat ·
Oudegracht ·
Oudkerkhof ·
Paardenveld ·
Pieterskerkhof ·
Pieterstraat ·
Plompetorenbrug ·
Plompetorengracht ·
Potterstraat ·
Predikherenkerkhof ·
Predikherenstraat ·
Ridderschapstraat ·
Servetstraat ·
Slachtstraat ·
St.-Jacobsstraat ·
Springweg ·
Stadhuisbrug ·
Steenweg ·
Sterrenburg ·
Strosteeg ·
Telingstraat ·
Tolsteegbarrière ·
Tolsteegbrug ·
Trans ·
Twijnstraat en Twijnstraat aan de Werf ·
Van Asch van Wijckskade ·
Vinkenburgstraat ·
Vismarkt ·
Voetiusstraat ·
Voorstraat ·
Vredenburg ·
Waterstraat ·
Wed ·
Wittevrouwenstraat ·
Wijde Begijnestraat ·
Zadelstraat ·
Zakkendragerssteeg ·
Zuilenstraat ·
Zwaansteeg